# Charles Delaunay
Ne doit pas être confondu avec Vicomte Charles Delaunay ou de Launay, noms de plume de Delphine de Girardin.
Pour les articles homonymes, voir Delaunay.
Charles Delaunay, né le 18 janvier 1911 à Paris et mort le 16 février 1988 à Vineuil-Saint-Firmin, est un auteur, critique musical, producteur et agent artistique français. Présent dès 1933 parmi les responsables du Hot Club de France, il crée le label Swing en 1937 et est un des trois fondateurs du label Vogue en 1947-1948.
Fils des peintres Sonia et Robert Delaunay, il a produit de nombreuses lithographies ayant pour sujet les musiciens de jazz (Jazz Iconography, Hot Iconography)

## Biographie

### Jeunesse et formation
Charles Delaunay naît le 18 janvier 1911 à Paris 6e.
Il fait ses études secondaires au lycée Carnot, où il se lie notamment avec Jacques Bureau.

### Le Hot Club de France et le label Swing
Celui-ci, qui fait partie des fondateurs du Hot Club de France en 1933, l'y fait entrer en décembre de la même année.
En 1934, Charles Delaunay devient secrétaire général du Hot Club alors que la présidence est assurée par Hugues Panassié.
Charles devient aussi directeur de la revue Jazz Hot, créée en 1935 et considérée comme l'organe officiel du Hot Club. Les colonnes de la revue Jazz Hot, seront ouvertes à Boris Vian, André Clergeat, Frank Ténot, Maurice Cullaz, Lucien Malson et d'autres personnages qui ont marqué l'histoire du jazz en France
Il est aussi le manager du quintette à corde du HCF avec le guitariste Django Reinhardt et le violoniste Stéphane Grappelli.
Auteur de la première discographie exhaustive du jazz en 1936, il se met aussi à la batterie sous le pseudonyme de H.P. Chadel et organise de nombreux concerts, par exemple de Benny Carter.
En 1937, il crée le label Swing en collaboration avec le Hot Club et le directeur de la maison Pathé-Marconi. Swing enregistre des musiciens français : Alix Combelle, Pierre Allier, l'accordéoniste Gus Viseur et des américains comme Coleman Hawkins, Eddie South, Benny Carter, Dicky Wells, entre autres.
Durant la Seconde Guerre mondiale, tout en continuant à diriger le Hot Club, il rejoint la Résistance, notamment aux côtés de Francis Suttill, chef du réseau Prosper-PHYSICIAN du SOE.
En 1946, après la guerre, il supervise aux États-Unis les séances d'enregistrement de Duke Ellington, Louis Armstrong, et relance la revue Jazz Hot.

### Le label Vogue
En 1947, il se joint à l'équipe de Jazz Disques, dont, l'année suivante, il va faire le label Vogue, avec la collaboration de Léon Cabat et d'Albert Ferreri.
Il rompt alors avec Hugues Panassié et le Hot Club.
En 1948, il organise des concerts avec le grand orchestre de Dizzy Gillespie et devient le promoteur de Sidney Bechet qui connaîtra grâce à lui une seconde carrière,. En 1949, il est à l'origine du Festival international de Jazz de Paris  avec Miles Davis.

### Décès
Charles Delaunay meurt le 16 février 1988 à Vineuil-Saint-Firmin des suites de la maladie de Parkinson, quatre ans avant la disparition de Vogue en 1992.
La Bibliothèque nationale de France reçoit en donation, à l'époque au département « Phonothèque nationale », sa collection de disques et sa bibliothèque.

## Œuvres
Cette liste est en grande partie issue du Nouveau Dictionnaire du Jazz (Robert Laffont, édition 2011) cité en ouvrage de référence. La notice a été rédigée par Frank Ténot.
- Django Reinhardt - Souvenirs, Paris 1954, Hot Jazz éditions, 246 p. traduit en anglais par Michael James en 1963 et publié à Londres aux éditions Cassell[7].
- Hot Discography, éditions Jazz Hot et Criterion, 1936, 1938, 1943, 1948, 1951[7]
- Jazz 47, avec Robert Goffin
- Django mon frère, éditions Éric Losfeld / Le Terrain Vague, Paris, 1968[9],[7]
- Jazz Iconographie, coffret de 15 lithographies sur canson noir, publié en 1939 par Charles Delaunay, Hot Jazz éditions[10].
- Delaunay's dilemma : de la peinture au jazz, éditions W, 1985,  (ISBN 2-86887-004-X). Le titre est inspiré par une composition musicale de John Lewis dédiée à Charles Delaunay en 1953, Delaunay's Dilemma[7]
- Charles Delaunay, Noirs au blanc, images de jazzmen, Paris, Éditions Porte du Sud, 1986, 44 p. (ISBN 978-2-86937-010-4)[11] Le titre est un clin d'œil à sa mère Sonia Delaunay qui a publié chez Jacques Damase un livre de bibliophilie intitulé Noirs et Blancs avec un tirage de tête de cent exemplaires accompagnés d'un gravure en trois couleurs[11].
- Articles dans la revue Jazz Hot. Notamment, série de dix articles Histoire du Hot Club de France, du no 19 (janvier 1948) au no 29 (janvier 1949).